# Aurora Villa
Pour les articles homonymes, voir Villa.
Ne doit pas être confondu avec Villa Aurora.
Aurora Villa Olmedo, née à Madrid en 1913 et morte dans la même ville en 2002, est une sportive et ophtalmologue espagnole.

## Biographie
Grande sportive, reconnue dans le monde de l'olympisme sous la Seconde République, avant la guerre d'Espagne, Aurora Villa est également une grande scientifique.
Élève de l'Instituto-Escuela, liée à l'Institution libre d'enseignement, organisation universitaire bannie sous Franco, elle rejoint en 1953 l'Institut d'ophtalmologie de l'université de Londres.
Elle veut intégrer en Espagne ses recherches sur les nouvelles méthodes de médecine dans le domaine de la chirurgie de l'œil, notamment pour lutter contre le strabisme, mais sa carrière, tant dans les sciences que dans le sport, est occultée par la dictature franquiste du fait de la position des femmes à l'époque.
Elle est considérée, aujourd'hui, comme la première femme ophtalmologue en Espagne.